# Онифери
Онифери (итал. Oniferi) је насеље у Италији у округу Нуоро, региону Сардинија.
Према процени из 2011. у насељу је живело 819 становника. Насеље се налази на надморској висини од 469 м.

## Становништво
Према резултатима пописа становништва 2011. у општини је живело 925 становника.
| 1931. | 1936. | 1951. | 1961. | 1971. | 1981. | 1991. | 2001. | 2011. |
| ----- | ----- | ----- | ----- | ----- | ----- | ----- | ----- | ----- |
| 1.031 | 1.093 | 1.111 | 1.126 | 1.027 | 1.067 | 1.003 | 959   | 925   |